# Шишмаков, Илья Николаевич
 Илья Николаевич Шишмаков  (31 июля 1926 — 30 июля 1944) — стрелок 226-го стрелкового полка (63-я стрелковая дивизия, 5-я армия, 3-й Белорусский фронт). Герой Советского Союза.

## Биография
Родился 31 июля 1926 года в деревне Парфёново в крестьянской семье. Русский. После окончания семилетней школы работал в колхозе. В декабре 1943 года Тоншаевским РВК Горьковской области был призван в РККА. С мая 1944 года воевал на 3-м Белорусском фронте.
Рядовой Шишмаков отличился в боях на подступах к городу Каунас 29 июля 1944 года. Когда рота залегла под ураганным огнём противника, он, маскируясь в траве, подобрался в расположение вражеских окопов и в упор расстрелял из своего автомата пулемётный расчёт противника. Захватив пулемёт, Шишмаков открыл из него огонь по гитлеровцам, истребив свыше 30 солдат. Когда кончились патроны и трофейный пулемёт умолк, тяжелораненый боец, вскинув автомат, продолжил бой. Рота, благодаря героическому поступку Шишмакова, поднялась в атаку и выполнила боевое задание, прорвав оборону противника с малыми потерями.
Стрелок 226-го стрелкового полка красноармеец Шишмаков 30 июля 1944 года умер от ран в госпитале. Похоронен в братской могиле на Воинском кладбище в городе Каунас.
Указом Президиума Верховного Совета СССР от 24 марта 1945 года за образцовое выполнение боевых заданий Командования на фронте борьбы с немецкими захватчиками и проявленные при этом отвагу и геройство красноармейцу Шишмакову Илье Николаевичу присвоено звание Героя Советского Союза с вручением ордена Ленина и медали «Золотая Звезда».

## Награды
- Медаль «Золотая Звезда» (24.03.1945)[2];
- орден Ленина (24.03.1945);
- орден Славы 3-й степени (20.10.1944)[3];
- медаль «За отвагу» (24.06.1944)[6].

## Память

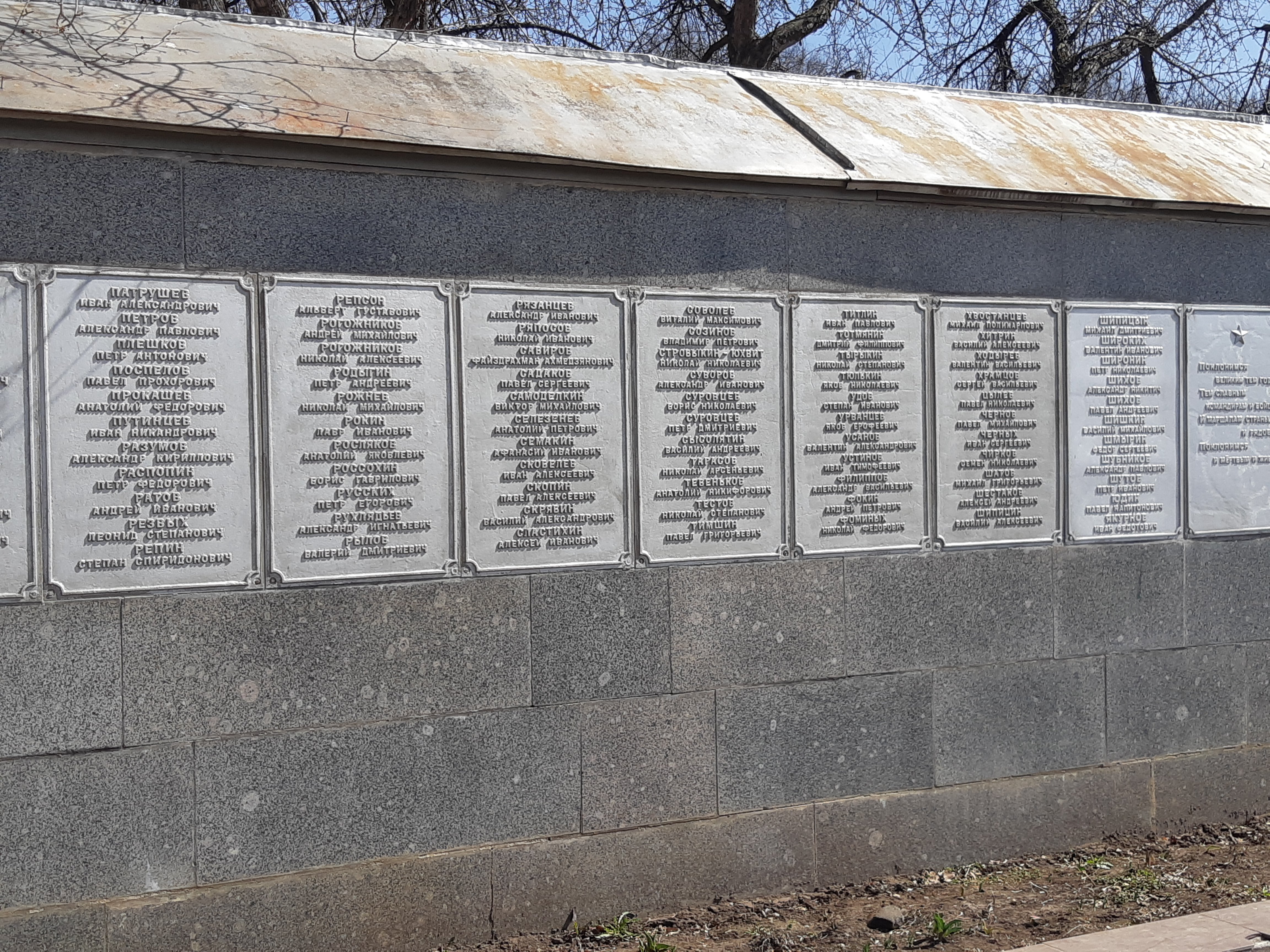
Имя Героя на мемориальной доске в парке г. Кирова

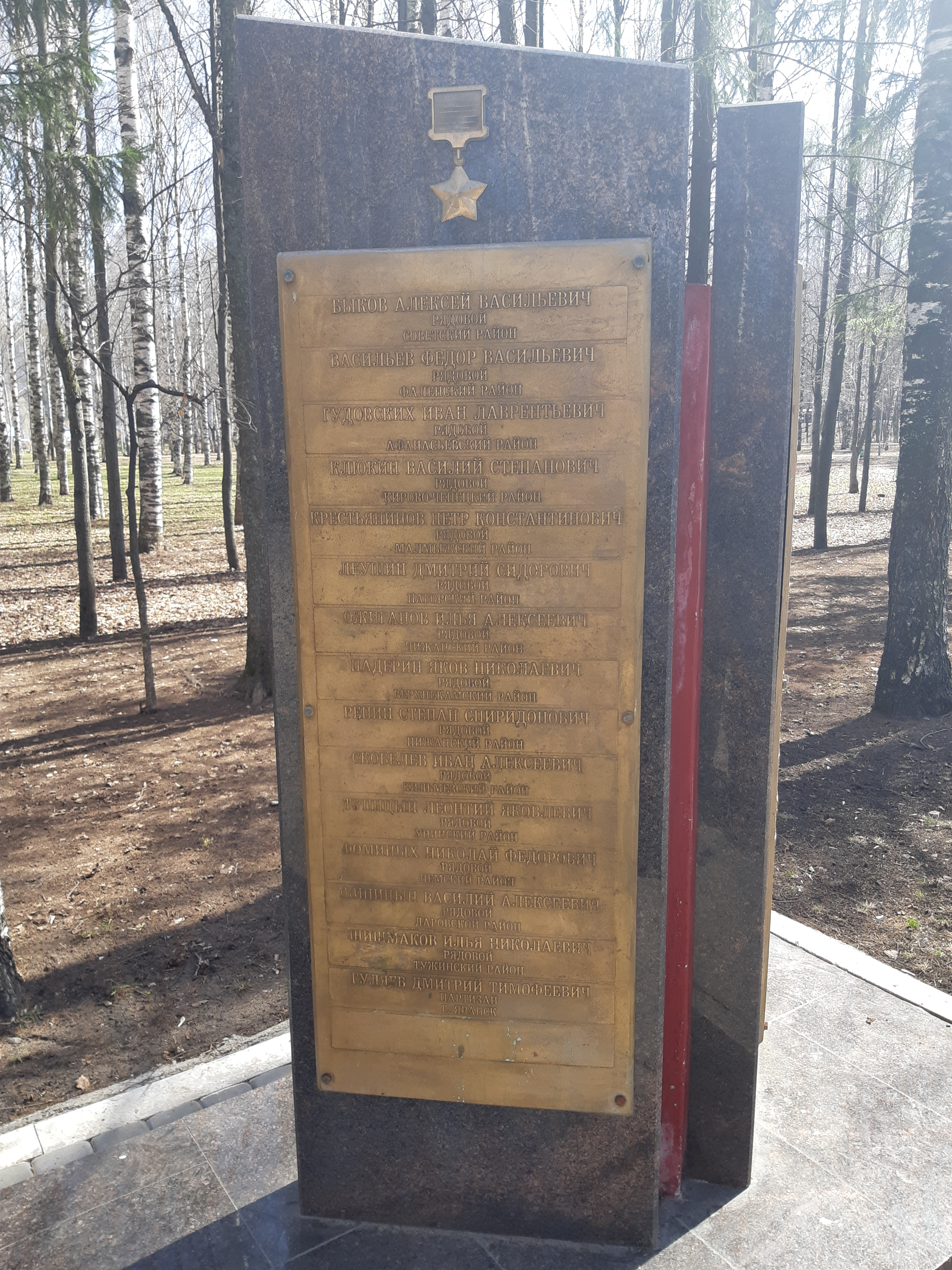
Имя Героя на гранитной стелле в парке Победы в Кирове.

- Его имя на гранитной стелле в парке Победы в Кирове.
- Имя Героя высечено золотыми буквами в зале Славы Центрального музея Великой Отечественной войны в Парке Победы г. Москвы.
- Имя Героя Советского Союза увековечено на мемориальной доске, установленной в парке Дворца Пионеров в городе Кирове.
- Бюст Героя установлен в центре посёлка Тоншаево в 1975 году.
- Именем Ильи Шишмакова названы улицы в посёлках Пижма, Тоншаево.